# Hiroshi Suzuki
Hiroshi Suzuki (鈴木弘?, Suzuki Hiroshi; Aichi, 18 settembre 1933) è un ex nuotatore giapponese.

## Carriera
Specializzato nello stile libero ha vinto due medaglie d'argento, nei 100 m sl e nella staffetta 4x200 m sl, alle Olimpiadi di Helsinki 1952.

## Palmarès
- Olimpiadi

Helsinki 1952: argento nei 100 m sl e nella staffetta 4x200 m sl.
- Giochi asiatici

1954 - Manila: oro nei 100 m sl.